# Jacob Gunkel
Jacob Gunkel (* 1. Februar 1994) ist ein deutscher Schauspieler.

## Leben
Seit Anfang September 2009 spielte Gunkel in der Kinder- und Jugendserie Schloss Einstein die Rolle Phillip Gubisch. Er gehörte zu den in der 13. Staffel der Serie im Januar 2010 neu eingeführten Hauptdarstellern. Dies war Gunkels Fernsehdebüt. Im Dezember 2012 schied er aus der Serie aus. 
Im Januar 2012 stand er in der ARD-Fernsehserie In aller Freundschaft für eine Episodenrolle als Timo Ernst vor der Kamera, die im April 2012 erstausgestrahlt wurde. In der 2. Staffel der ARD-Krimiserie Heiter bis tödlich: Akte Ex (2013) übernahm er eine Nebenrolle als Schüler an der Seite von Theo Trebs und den beiden Hauptdarstellern. In dem Studentenprojekt Der erste Stein mit den Hauptdarstellern Michel Diercks und Matthias Zera, das im Juni 2014 seine Premiere hatte, spielte Gunkel den Clemens neben Paul Ziegner.
Im Juni 2016 stand Gunkel für die 20. Staffel erneut für Schloss Einstein vor der Kamera. In der Jubiläumsstaffel, in der auch andere ehemalige Darsteller der Serie in Cameo-Auftritten zu sehen waren, verkörperte Gunkel den Zellengenossen der Serienfigur Remo Vage (Damian Thüne).
Gunkel besuchte die Edith-Stein-Schule Erfurt, wo er 2012 das Abitur ablegte. Er studierte von 2014 bis 2017 zunächst Staatswissenschaft, Rechtswissenschaft und Management an der Universität Erfurt, wo er seinen Bachelor machte. Seit 2018 studiert er Sportökonomie an der Universität Bayreuth. Nach verschiedenen Praktika arbeitet Gunkel seit Sommer 2019 als Werkstudent bei den Bayreuth Tigers.
Gunkel wohnt nach Stationen in Zimmernsupra in der Nähe von Erfurt sowie Bayreuth mittlerweile in München.

## Filmografie
- 2009–2012: Schloss Einstein (Folge 573–740)
- 2012: In aller Freundschaft – Folge: Eine Frage der Autorität
- 2012: Imagefilm Campus Thüringen
- 2013: Heiter bis tödlich: Akte Ex – Folge: Auf Entzug
- 2014: Der erste Stein
- 2017: Schloss Einstein (Folgen 875, 885)